# Droit du sport
Le droit du sport est l'ensemble des règles qui régissent les droits et les obligations des sportifs.
Il porte notamment sur les règlements sportifs des différentes fédérations sportives, le dopage, les règles de transfert de joueurs.

## Introduction générale
C'est le 23 juin 1884 , que Pierre de Coubertin (1863-1937) convainc une assemblée de représentants de douze pays de remettre au gout du jour les Jeux Olympiques. Il crée par la même occasion le CIO (Comité International Olympique). La création de cette institution met alors en exergue la nécessité d'une bonne organisation des événements mais aussi du contrôle du respect des règles par les participants du monde entier.
Le sport va désormais prendre une place de plus en plus importante dans notre société et ce même au quotidien. Les pouvoirs publics décident alors d'organiser et de promouvoir les activités physiques et sportives avec notamment la Loi du 16 juillet 1984. Ce texte met dès à présent en avant le droit pour tout un chacun de pratiquer une activité physique et sportive.
C'est dans ce contexte de démocratisation du sport qu'il a fallu réglementer les pratiques sportives et que naît le droit du sport.
Le droit du sport regroupant individus et institutions est un droit mixte. Effectivement, l'État, personne morale de droit public, vient  définir les règles applicables aux diverses activités. Des textes importants viennent suppléer les droits du sport de l'État, avec notamment la charte olympique qui est adoptée, modifiée et interprétée par le CIO. Le droit du sport comprend aussi les sportifs qui en tant qu'individus sont soumis au droit privé dans leur relation entre particuliers.
Des textes spécifiques sont alors opposables aux institutions et organisateurs tout comme aux sportifs professionnels ou non.
En effet, il est possible de prendre l'exemple de l'organisation des Jeux olympiques, le comité et le pays organisateur sont soumis à la Charte Olympique de 1899 reprenant les règles édictées par P.de Coubertin. Au niveau individuel, toute personne pratiquant le sport doit respecter les règles de droit commun telles que définit dans le Code Civil notamment, mais également dans le Code du sport français.
Par ailleurs, outre les revues sportives périodiques, il existe un document juridique qui regroupe des articles de doctrine, mais aussi des commentaires de décisions rendues par les grandes instances juridictionnelles tel que le Conseil constitutionnel. Cette revue universitaire appelée "Les cahiers de droit du sport" sont éditées par l'université d'Aix- Marseille et les Editions Droitdusport.com.
Bien qu'il semble exister une abondance de règles dont certaines connues de tous, de nombreux litiges apparaissent entre sportifs ou bien entre sportif et institution.

## Le contentieux sportif
Pendant de nombreuses années, les litiges relatifs au sport étaient réglés par les institutions sportives selon un ordre juridique interne propre. Mais face à l’importance des enjeux mondiaux tant au niveau politique, économique ou social, le droit commun des différents États est venu s’immiscer afin de régler ces conflits sportifs. 
Le contentieux sportif est très hétéroclite. Il peut concerner des situations variées telles que des contrats de travail, le dopage, des conflits entre entraineurs, agents sportifs, associations sportives et clubs… Par conséquent, face à cette diversité de contentieux, il est nécessaire de faire appel à de nombreuses branches du droit. En fonction de la nature du litige, le juge judiciaire ou administratif sera compétent pour résoudre le problème en question.

### Le juge administratif
Les actes pris par des associations sportives ou des fédérations nationales relèvent en principe du droit privé et donc du juge judiciaire. Mais par exception, lorsqu'elles participent à une mission de service public impliquant l’utilisation de prérogatives de puissance publique, le juge administratif est compétent dans la résolution d’un éventuel litige. 

### Le juge judiciaire

#### Le juge civil
En principe, le tribunal judiciaire est la juridiction de droit commun de premier degré et est compétent pour régler les conflits sportifs. Des contentieux relatifs au droit de la propriété intellectuelle faisant intervenir des marques détenues par des clubs ou des organisateurs d’évènements sportifs sont souvent l’objet de demandes auprès du tribunal judiciaire. 
Par exception, les juridictions judiciaires d’exception peuvent aussi traiter le contentieux sportif. Le tribunal de commerce, le tribunal des affaires de la sécurité sociale (sportif victime d’un accident du travail ou d’une maladie reconnue comme maladie professionnelle), le conseil des prud’hommes (conflits relatifs à un contrat de travail entre employeurs et salariés) ainsi que le tribunal paritaire des baux ruraux (dans le cas d’un centre équestre) peuvent avoir parfois à juger des espèces relatives au sport.

#### Le juge pénal
La pratique sportive peut mettre en jeu la responsabilité pénale des personnes physiques ou  des personnes morales. Pour qu’elle puisse être engagée, il faut que le comportement reproché soit prévu soit par la loi (délits et crimes) soit par le règlement (contraventions) en vertu du principe de légalité criminelle. 

##### Quelques infractions spécifiques au sport
Toute compétition ou rencontre sportive doit être autorisée par une fédération sportive ayant reçu l’agrégation. Elle doit en outre être déclarée un mois à l’avance auprès des autorités administratives. Si la manifestation est frappée d’interdiction mais est quand même organisée, alors l’organisateur de celle-ci risque une peine d’un an d’emprisonnement et de 15 000 euros d’amende. 
Le fait d’exercer illégalement la profession d’agent sportif, sans détention d’une licence professionnelle ou en méconnaissance du retrait de suspension de cette licence est punie selon l’article L. 222-20 du Code du sport de deux ans d’emprisonnement et de 30 000 euros d’amende. 
Le délit de détention de produits dopants permet de sanctionner un sportif trouvé en possession de produits à caractère dopant en dehors de tout contrôle antidopage. Le sportif risque selon l’article L. 232-26 du Code du sport une peine d’emprisonnement d'un an et de 3 750 euros d’amende. L’infraction ne sera en revanche pas retenue pour les sportifs ayant une autorisation médicale dans un but purement thérapeutique. 

## Le transfert des joueurs
Le sport est une activité ludique qui va dans certaines disciplines se professionnaliser. Cette professionnalisation s’accompagne de règles législatives et concernent la pratique du sport en elle-même et des règles de droit privé d’encadrement des acteurs privés que sont les fédérations sportives nationales et internationales.
Cette professionnalisation engendre une activité économique suffisamment importante pour entraîner l’interventionnisme de l’État et débouche sur d’autres normes encadrantes.
Parmi ce facteur important économique figure le transfert de joueurs d’un club vers un autre club. Les sports collectifs sont très concernés par cette pratique. C’est une véritable vivacité économique pour ces clubs.
L’opération de transfert pour un club est une opération commerciale. Dans l’année civile, deux périodes sont concernées : période estivale qui dure trois mois  (la plus importante), et période hivernale qui dure un mois, toutes deux périodes de mutations importantes. Ces transferts s’effectuent en vue de la préparation par les clubs de la future saison footballistique, les futurs titres convoités... Le club procèdent à cette occasion à des aménagements, ajustements, « dégraissages » des effectifs. Cette opération est appelée LE MERCATO avec des transferts pouvant aller jusqu’à 222 millions d’euros (Neymar Jr du FC Barcelone à Paris Saint-Germain) somme record. 
Le joueur devient « l’objet » du contrat. Il a une valeur marchande, ce qui peut soulever quelques problèmes quant à la marchandisation de la personne humaine.
TGI 20 avril 1955 considère que l’équipe professionnelle d’un club de football a une valeur patrimoniale et qu’en cédant un de ses joueurs à un autre club, cette opération financière peut avoir une valeur financière importante, un  capital important. L’équipe est constituée de plusieurs joueurs qui possèdent chacun une fraction de la valeur patrimoniale totale de l’équipe. Le problème de la marchandisation de la personne humaine se pose à nouveau. L’article 16-1 du code civil dispose : « le corps humain, ses éléments et ses produits ne peuvent faire l’objet d’un droit patrimonial ». C’est donc le contrat de travail à durée déterminée qui constitue le lien juridique reliant le joueur à son club que la  valeur patrimoniale s’exprime et c’est le statut de salarié qui confère au joueur sa valeur patrimoniale.
Cette valeur patrimoniale lie le club à son joueur qui ne peut quitter son club sans l’accord des dirigeants.
L’opération de transfert est subordonnée à trois indispensables :
Le CDD (loi du 27 novembre 2015 qui institue le CDD comme la forme de principe dans le sport professionnel spécifique à la profession),
La résiliation du contrat en cours, (si le CDD arrive à terme le joueur est libre de quitter le club à sa convenance (arrêt Bosman CJCE 15 décembre 1995)
Un contrat cadre qui est le contrat principal. 
La mutation du joueur s’accompagne d’une indemnité de transfert due à la rupture anticipée du contrat qui est la troisième phase importante (somme d’argent versée du club d’accueil au club quitté). 
Le transfert est encadré juridiquement.
Les enfants sont aussi concernés par ces pratiques car les clubs « repèrent » très tôt leurs éventuelles aptitudes au sport. Pour ce faire « la charte des droits de l’enfant dans le sport » par l’institut international des droits de l’enfant en 2010 à Sion (Suisse), s’inscrit dans le cadre normatif de la Convention des Nations unies relatives aux droits de l’enfant.  Elle a pour objet la sensibilisation des acteurs économiques et sportifs et institutionnels (clubs, parents, État).